# El Ateneo

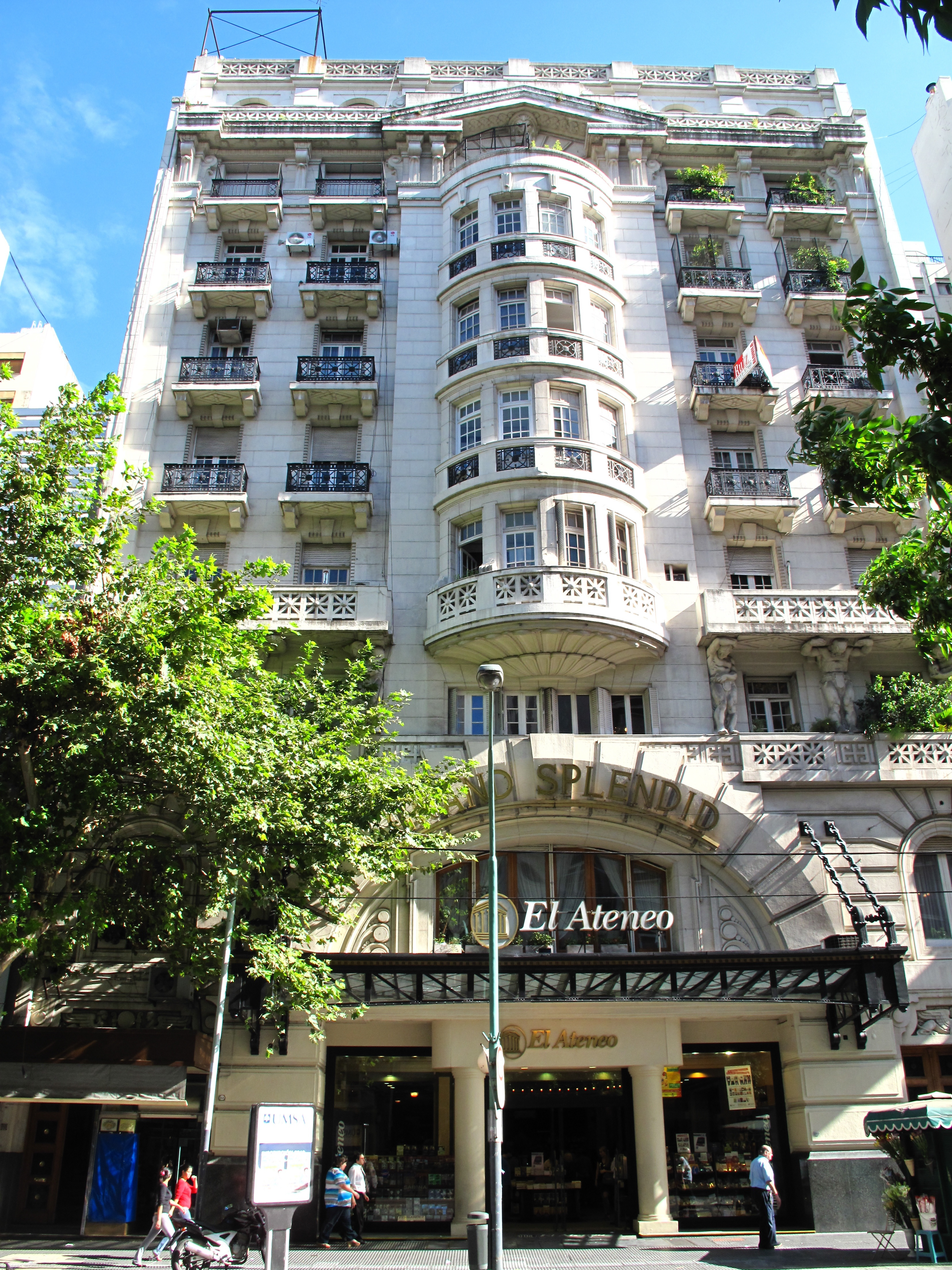
Extérieur de l'édifice.

El Ateneo est une librairie de Buenos Aires, en Argentine, créée en 2000 dans un ancien théâtre. En 2008, le journal The Guardian l'a classée deuxième plus belle librairie du monde. En 2019, elle a été désignée comme la plus belle librairie du monde par le magazine National Geographic.

## Historique
Situé sur l'Avenida Santa Fe, une des plus importantes avenues de Buenos Aires, le bâtiment est conçu par les architectes Peró et Torres Armengol. L'édifice présente des fresques de plafond peintes par l'artiste italien Nazareno Orlandi et sculptées par Troiano Troiani. Ce lieu a été conçu ainsi au début du XXe siècle à l'initiative d'un immigré d'origine autrichienne, Mordechai David Glücksmann, et le nouveau lieu théâtral a ouvert ses portes au public le 14 mai 1919,.
Le théâtre avait une capacité de 1 050 places assises et a mis en scène une variété de spectacles, y compris des artistes comme Carlos Gardel, Francisco Canaro, ou encore Roberto Firpo. Glücksmann y a fondé une station radio en 1924 (Radio Splendid), qui diffusait à partir du bâtiment où sa maison de disques, Nacional Odeón, a réalisé certains des premiers enregistrements des grands chanteurs de tango de l'époque. À la fin des années 1920, le théâtre a été transformé en cinéma et, en 1929, il a présenté les premiers films sonores diffusés en Argentine.
L'ancien théâtre est repris par le Grupo Ilhsa et par la maison d'édition El Ateneo en février 2000. Le bâtiment été transformé en librairie et magasin de musique sous la direction de l'architecte Fernando Manzone. Les sièges du cinéma ont été enlevés et des étagères ont été installées. La scène est devenu un café et les anciennes loges, des salles de lecture,. Un pianiste joue souvent en direct, en écho à la vie passée du bâtiment.
Des lectures et des évènements culturels y sont organisés et attirent de grands noms tels que Rosa Montero, Paul Auster et Mario Vargas Llosa.
En 2008, le journal The Guardian classe cette librairie deuxième plus belle librairie du monde. En 2019, elle est cette fois désignée comme la plus belle librairie du monde par le magazine National Geographic,.

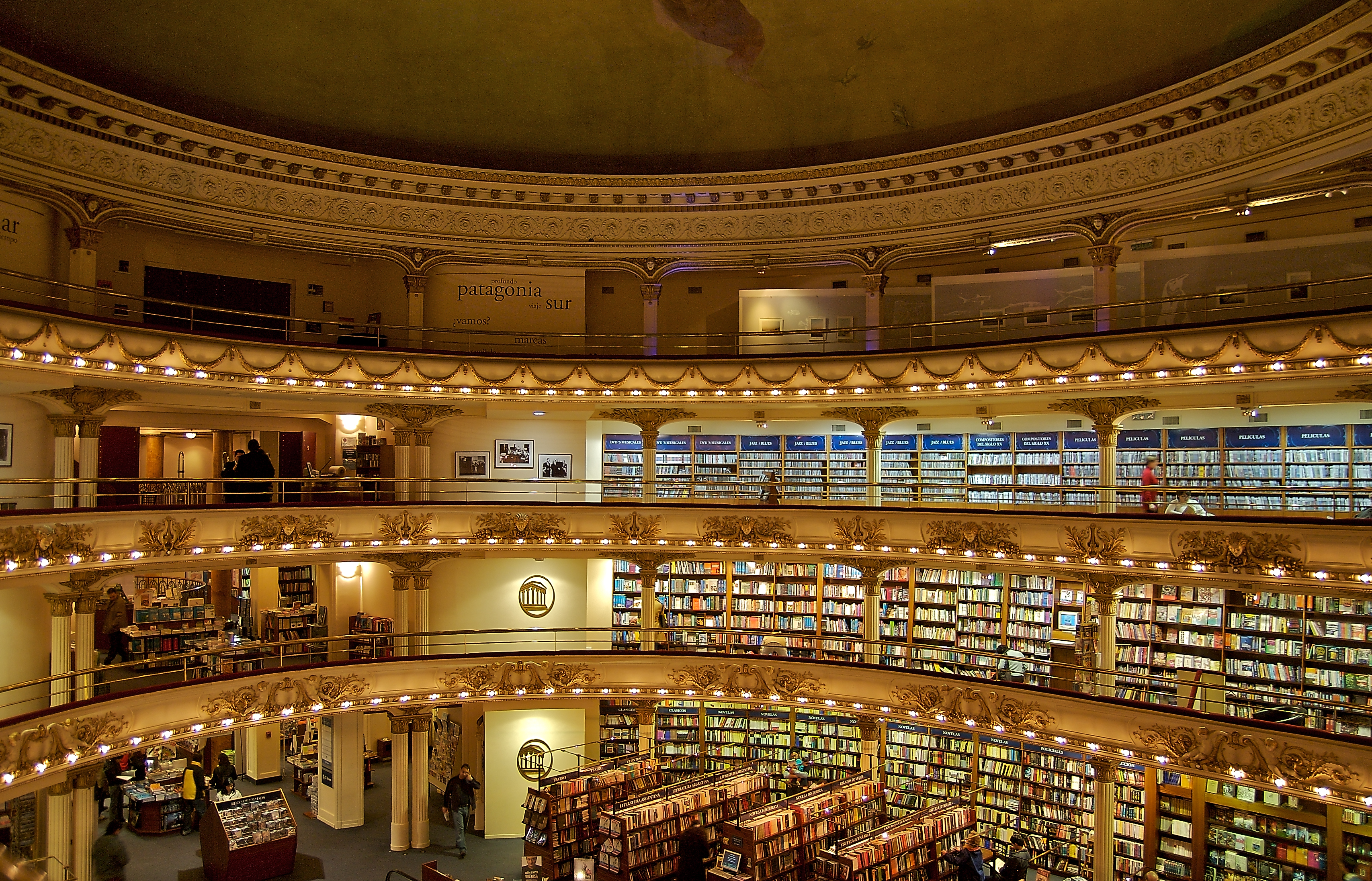
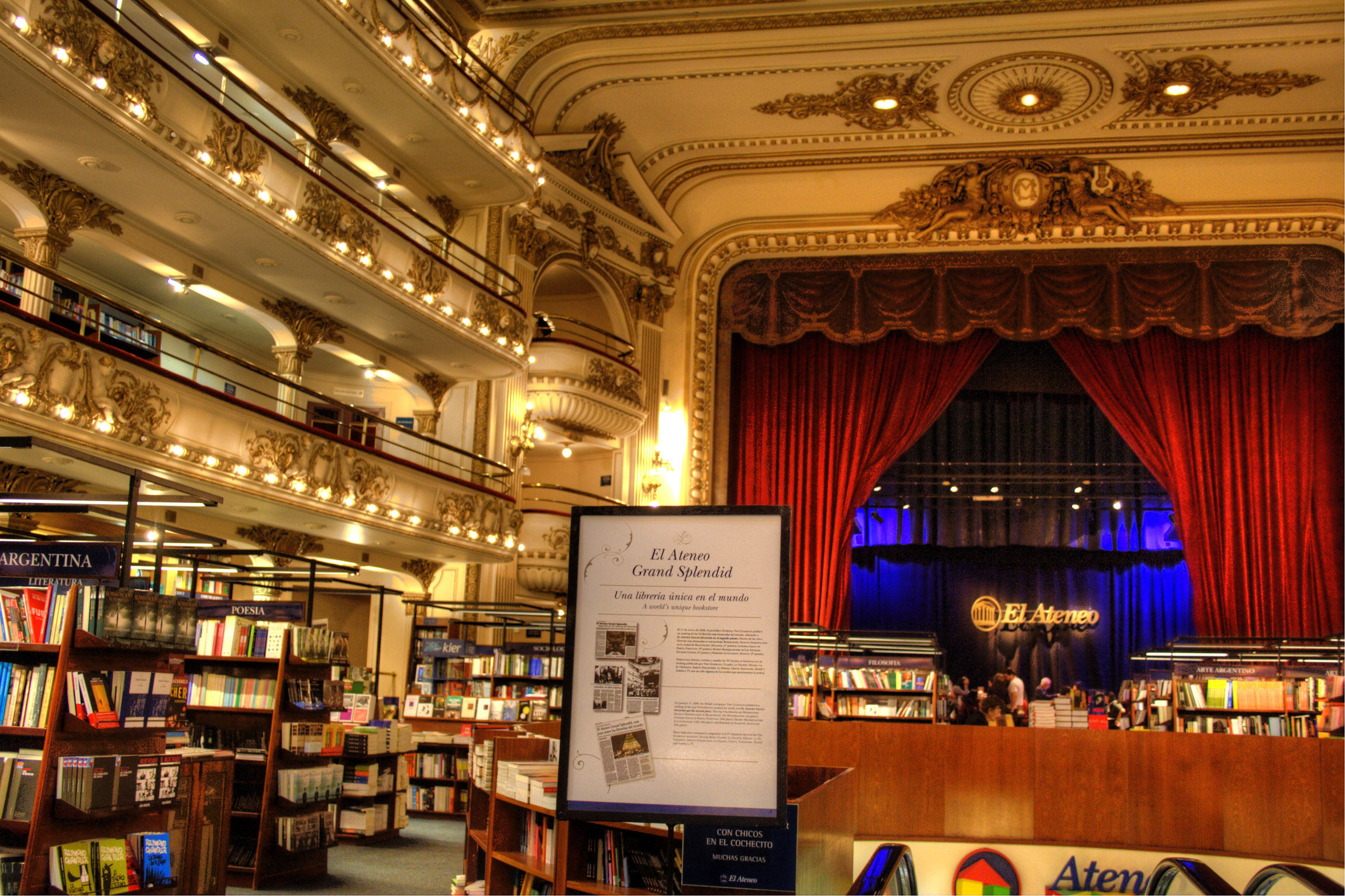
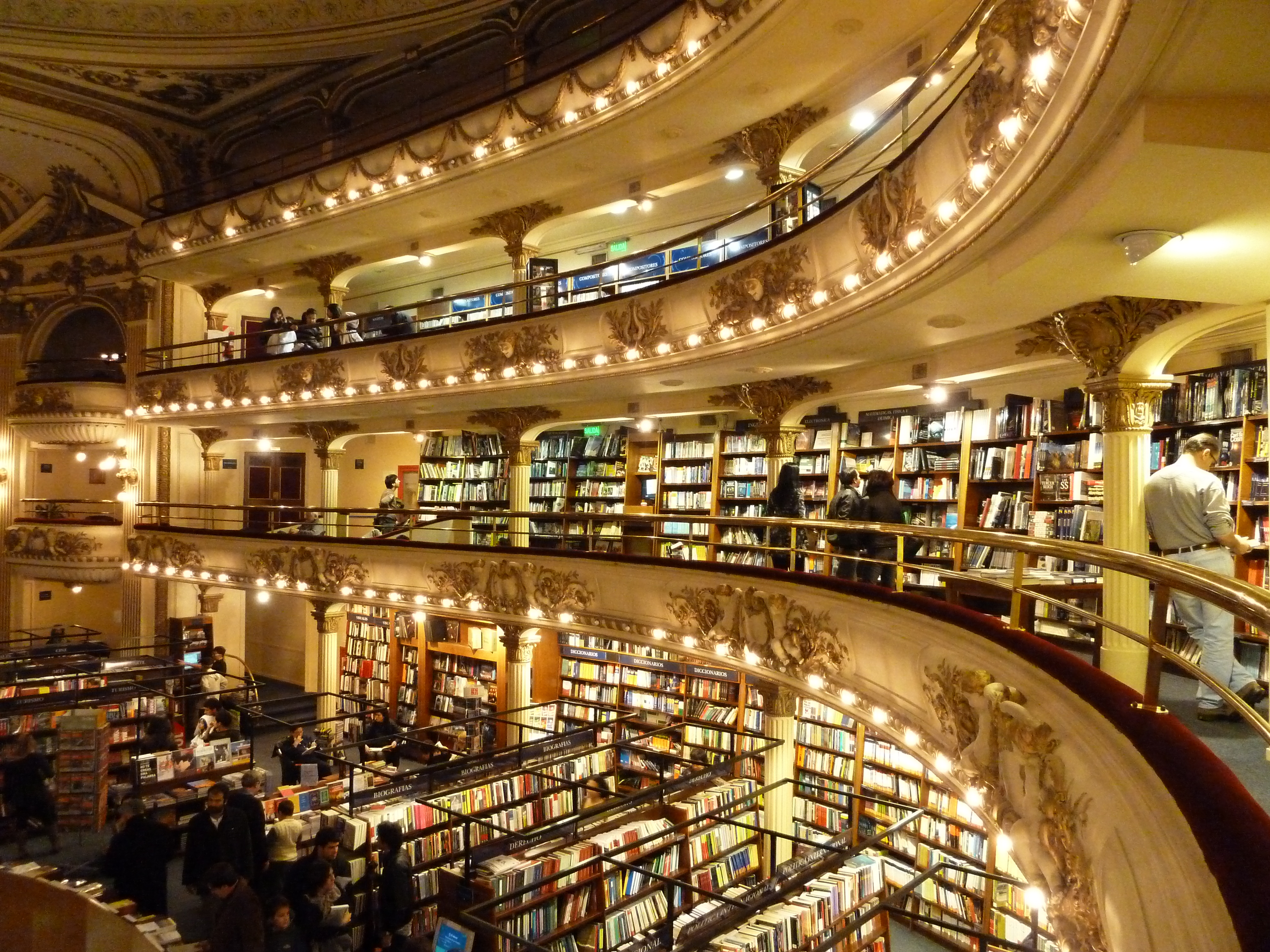
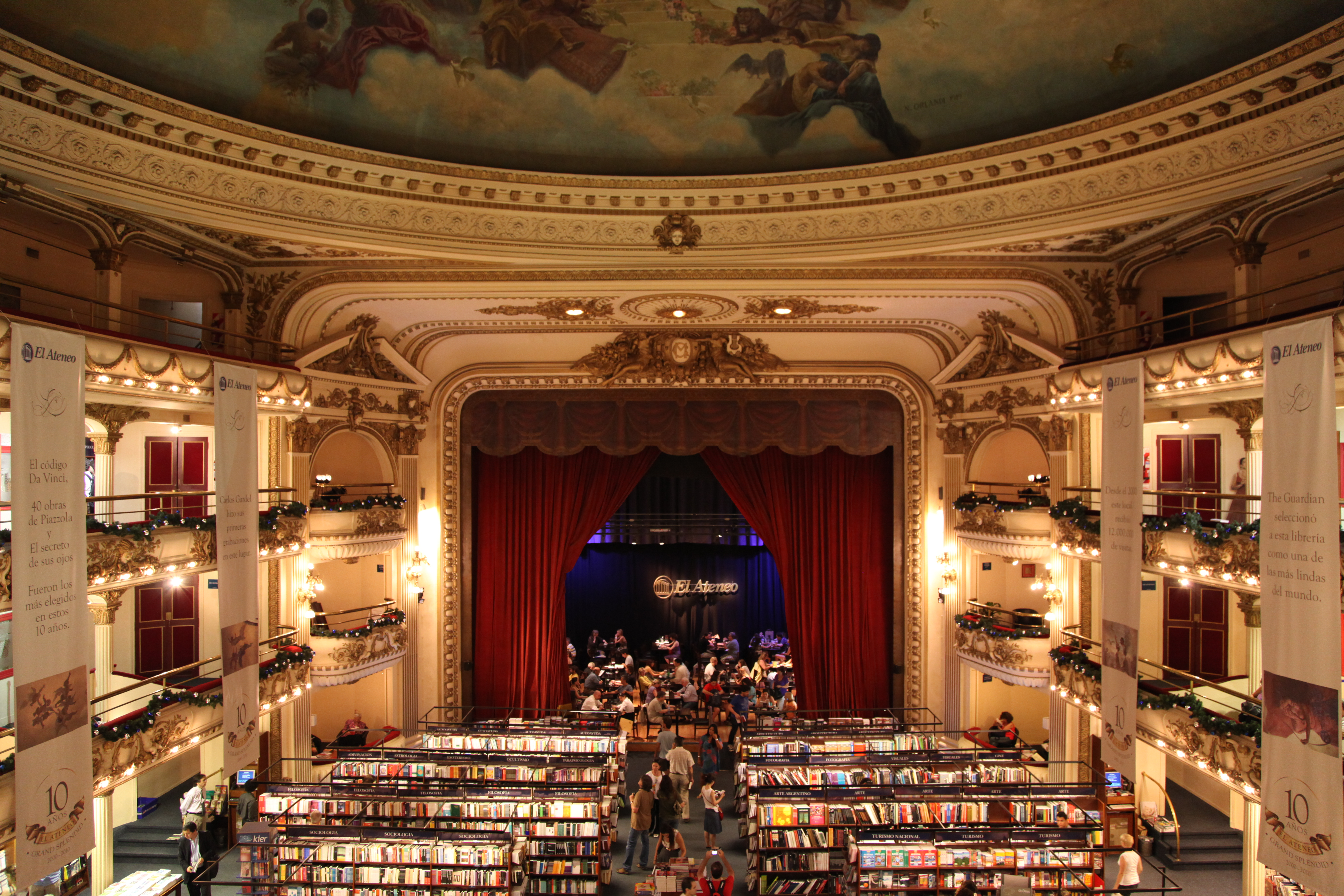
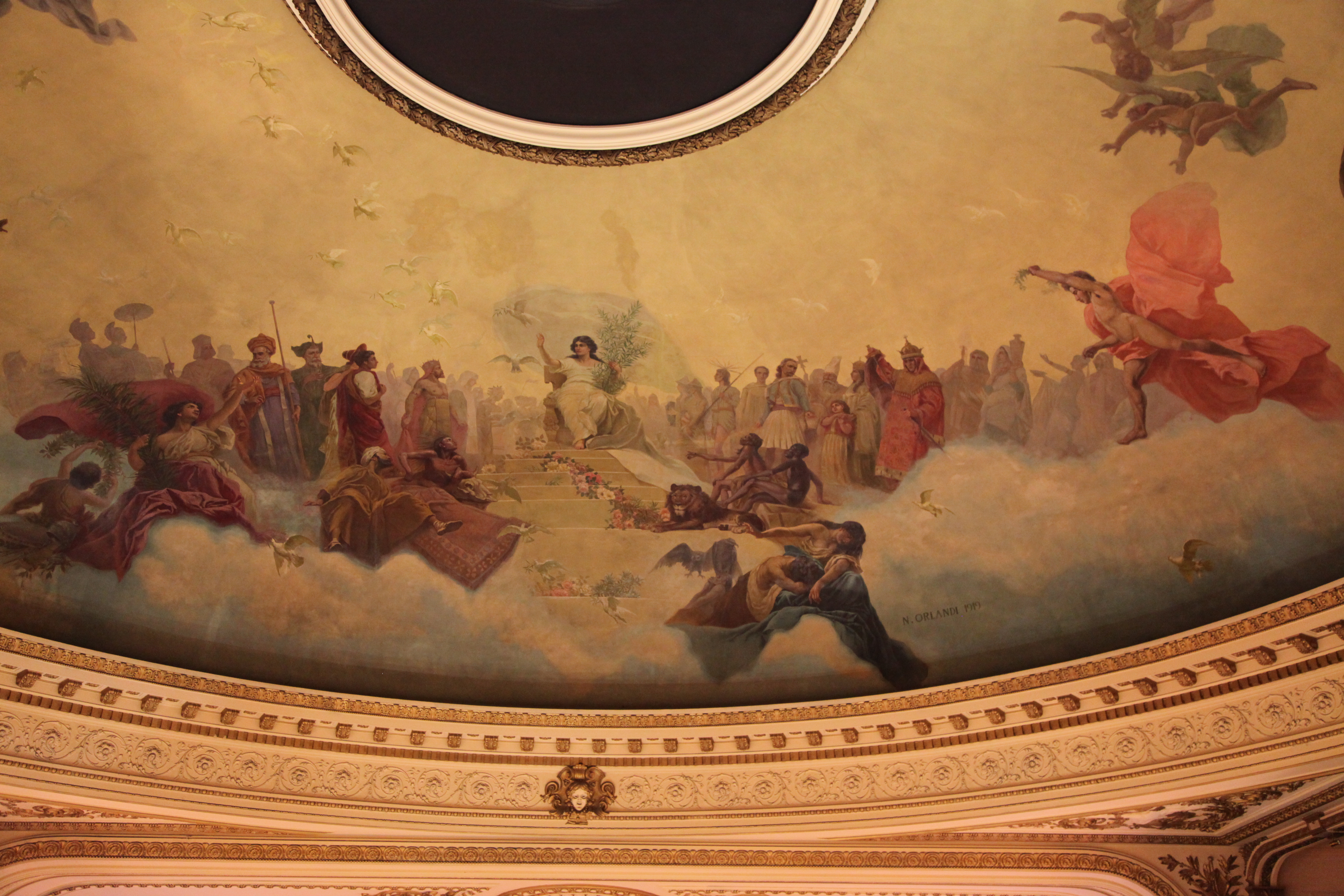